# Eschatotypa derogatella
Eschatotypa derogatella är en fjärilsart som beskrevs av Walker 1863. Eschatotypa derogatella ingår i släktet Eschatotypa och familjen äkta malar. Inga underarter finns listade i Catalogue of Life.